# Nueva Esperanza (Paraguay)
Nueva Esperanza è un centro abitato del Paraguay, nel dipartimento di Canindeyú, a 450 km dalla capitale del paese Asunción. Forma uno degli 11 distretti in cui è diviso il dipartimento.

## Popolazione
Al censimento del 2002 la località contava una popolazione urbana di 3.018 abitanti (9.951 nell'intero distretto), secondo i dati della Dirección General de Estadística, Encuestas y Censos.

## Caratteristiche
Elevata al rango di distretto nel 1999, Nueva Esperanza conta nel suo territorio la maggiore industria di produzione di alcool del paese, la Industria Paraguaya de Alcoholes SA (INPASA).